# Mas de Bofill
El Mas de Bofill és una masia de Reus (Baix Camp) situada a la partida del Burgaret. És una hisenda important, al sud-est del camí del Mas de la Sena i al nord-oest del mas de "Napoleon". També se’l coneix per Mas del Coll.

## Descripció
El mas és una construcció de planta quadrada i amb un volum de diferents alçades esglaonades. El cos central és de tres plantes, amb una torratxa allargassada que dona accés a la coberta amb terrat. Els cossos laterals tenen dues plantes d'alçada i una coberta amb terrat accessible des del tercer pis. Des del segon pis dels laterals i des del cos central s'accedeix a un cos de planta baixa que uneix els dos cossos de dos pisos amb un altre terrat. Tot plegat té una composició marcadament acadèmica. La façana principal és ostentosa i s'ordena amb eixos de simetria centrals, per la correcta posició dels buits de les finestres, portalades, balco i balconeres de planta pis i galeries. Davant del mas hi ha una placeta, emmarcada per unes palmeres i un caminal arbrat. L'estat actual del mas, i de les construccions annexes, és bo, però denoten manca de manteniment.